# Campionati asiatici di badminton 2014
I Campionati asiatici di badminton 2014 si sono svolti a Gimcheon, in Corea del Sud, dal 22 al 27 aprile. È stata la 33ª edizione del torneo, organizzato dalla Badminton Asia.

## Podi
| Evento              | Oro                            | Argento                    | Bronzo                                   |
| Singolare maschile  | Lin Dan                        | Sho Sasaki                 | Hwang Jong-soo                           |
| Singolare maschile  | Lin Dan                        | Sho Sasaki                 | Liu Kai                                  |
| Singolare femminile | Sung Ji-hyun                   | Wang Shixian               | P V Sindhu                               |
| Singolare femminile | Sung Ji-hyun                   | Wang Shixian               | Sayaka Takahashi                         |
| Doppio maschile     | Shin Baek-choel Yoo Yeon-seong | Li Junhui Liu Yuchen       | Maneepong Jongjit Nipitphon Puangpuapech |
| Doppio maschile     | Shin Baek-choel Yoo Yeon-seong | Li Junhui Liu Yuchen       | Chen Zhuofu Shi Longfei                  |
| Doppio femminile    | Luo Ying Luo Yu                | Kim Ha-na Jung Kyung-eun   | Ashwini Ponnappa Jwala Gutta             |
| Doppio femminile    | Luo Ying Luo Yu                | Kim Ha-na Jung Kyung-eun   | Zhong Qianxin Xia Huan                   |
| Doppio misto        | Lee Chun Hei Chau Hoi Wah      | Shin Baek-choel Jang Ye-na | Sudket Prapakamol Saralee Thoungthongkam |
| Doppio misto        | Lee Chun Hei Chau Hoi Wah      | Shin Baek-choel Jang Ye-na | Zhang Wen Xia Huan                       |